# Mistrzostwa Europy w Judo 2010
59. Mistrzostwa Europy w Judo odbyły się w dniach 22 - 25 kwietnia 2010 w stolicy Austrii - Wiedniu. Kobiety rywalizowały w mistrzostwach po raz 36.

## Reprezentacja Polski

### kobiety
- Ewa Konieczny – odpadła w eliminacjach (48 kg)
- Marta Kubań – odpadła w eliminacjach (52 kg)
- Małgorzata Bielak – odpadła w eliminacjach (57 kg)
- Katarzyna Kłys – odpadła w eliminacjach (70 kg)
- Daria Pogorzelec – 5. (78 kg)
- Urszula Sadkowska – brązowy medal (+78 kg)
- drużyna (Kubań, Bielak, Chróścielewska, Kłys, Sadkowska) - srebrny medal

### mężczyźni
- Paweł Zagrodnik – odpadł w eliminacjach (66 kg)
- Krzysztof Wiłkomirski – 7. (73 kg)
- Robert Krawczyk – odpadł w eliminacjach (81 kg)
- Łukasz Koleśnik – odpadł w eliminacjach (90 kg)
- Janusz Wojnarowicz – brązowy medal (+100 kg)
- drużyna (Kowalski, Adamiec, Błach, Koleśnik, Eitel) - 5.

## Klasyfikacja medalowa
| Miejsce | Państwo         |   |   |   | Razem |
| ------- | --------------- | - | - | - | ----- |
| 1       | Węgry           | 2 | 3 | 2 | 7     |
| 2       | Rosja           | 2 | 2 | 2 | 6     |
| 3       | Rumunia         | 2 | 0 | 0 | 2     |
| 4       | Holandia        | 1 | 2 | 2 | 5     |
| 5       | Włochy          | 1 | 2 | 1 | 4     |
| 6       | Francja         | 1 | 1 | 4 | 6     |
| 7       | Słowenia        | 1 | 1 | 2 | 4     |
| 8       | Białoruś        | 1 | 1 | 0 | 2     |
| 8       | Gruzja          | 1 | 1 | 0 | 2     |
| 10      | Belgia          | 1 | 0 | 2 | 3     |
| 10      | Hiszpania       | 1 | 0 | 2 | 3     |
| 12      | Portugalia      | 1 | 0 | 1 | 2     |
| 13      | Szwecja         | 1 | 0 | 0 | 1     |
| 14      | Austria         | 0 | 2 | 1 | 3     |
| 15      | Polska          | 0 | 1 | 2 | 3     |
| 16      | Niemcy          | 0 | 0 | 2 | 2     |
| 16      | Wielka Brytania | 0 | 0 | 2 | 2     |
| 16      | Ukraina         | 0 | 0 | 2 | 1     |
| 19      | Azerbejdżan     | 0 | 0 | 1 | 1     |
| 19      | Grecja          | 0 | 0 | 1 | 1     |
| 19      | Izrael          | 0 | 0 | 1 | 1     |
| 19      | Szwajcaria      | 0 | 0 | 1 | 1     |
| 19      | Rumunia         | 0 | 0 | 1 | 1     |

## Medaliści

### Mężczyźni
| Konkurencja: | Data:            | Złoto: | Srebro: | Brąz: |
| −60 kg       | 22 kwietnia 2010 | Sofiane Milous | Ludwig Paischer | Elio Verde Jeroen Mooren |
| −66 kg       | 22 kwietnia 2010 | Sugoi Uriarte | Miklós Ungvári | Rok Draksic Andreas Mitterfellner |
| −73 kg       | 23 kwietnia 2010 | João Pina | Batradz Kajtmazow | Attila Ungvári Ugo Legrand |
| −81 kg       | 23 kwietnia 2010 | Sirażudin Magomiedow | Alaksandr Stiaszenka | Euan Burton Guillaume Elmont |
| −90 kg       | 24 kwietnia 2010 | Marcus Nyman | Warlam Liparteliani | Elxan Məmmədov Ilias Iliadis |
| −100 kg      | 24 kwietnia 2010 | Elco van der Geest | Henk Grol | Ari’el Ze’ewi Benjamin Behrla |
| +100 kg      | 24 kwietnia 2010 | Ihar Makarau | Barna Bor | Janusz Wojnarowicz Andreas Tölzer |
| drużynowo    | 25 kwietnia 2010 | Gruzja · David Asumbani · Zaza Kedelaszwili · Levan Tsiklauri · Warlam Liparteliani · Lasza Gudżedżiani · (Shalva Kardava, Zviadi Khanjaliashvili) | Francja · Sofiane Milous · Loïc Korval · Antoine Jeannin · Romain Buffet · Teddy Riner · (Ugo Legrand, Matthieu Bataille) | Rosja · Alim Gadanow · Mansur Isajew · Iwan Nifontow · Kiriłł Dienisow · Dmitry Sterkhov · (Musa Moguszkow, Batradz Kajtmazow · Sirażudin Magomiedow, Dmitrij Gierasimienko · Tagir Chajbułajew) · Rumunia · Dan Fâșie · Costel Danculea · Marian Halas · Valentin Radu · Daniel Brata |

### Kobiety
| Konkurencja: | Data:            | Złoto: | Srebro: | Brąz: |
| −48 kg       | 22 kwietnia 2010 | Alina Dumitru | Éva Csernoviczki | Oiana Blanco Charline Van Snick |
| −52 kg       | 22 kwietnia 2010 | Natalja Kuziutina | Rosalba Forciniti | Ilse Heylen Pénélope Bonna |
| −57 kg       | 22 kwietnia 2010 | Corina Căprioriu | Sabrina Filzmoser | Telma Monteiro Hedvig Karakas |
| −63 kg       | 23 kwietnia 2010 | Elisabeth Willeboordse | Edwige Gwend | Wiera Kowal Vlora Bedżeti |
| −70 kg       | 23 kwietnia 2010 | Anett Mészáros | Raša Sraka | Juliane Robra Cecilia Blanco |
| −78 kg       | 24 kwietnia 2010 | Abigél Joó | Marhinde Verkerk | Lucie Louette Maryna Pryszczepa |
| +78 kg       | 24 kwietnia 2010 | Lucija Polavder | Tea Donguzaszwili | Urszula Sadkowska Karina Bryant |
| drużynowo    | 25 kwietnia 2010 | Włochy · Rosalba Forciniti · Giulia Quintavalle · Edwige Gwend · Erica Barbieri · Assunta Galeone · (Francesca Congiae, Jennifer Pitzanti · Lucia Tangorre) | Polska · Marta Kubań · Małgorzata Bielak · Monika Chróścielewska · Katarzyna Kłys · Urszula Sadkowska · (Ewa Konieczny, Daria Pogorzelec) | Francja · Pénélope Bonna · Morgane Ribout · Gévrise Émane · Mylène Chollet · Éva Bisséni · Lucie Louette · Ukraina · Mariia Buiok · Tetyana Lusnikova · Anna Nikitina · Svetlana Chepurina · Natalija Smal · Switłana Jariomka · (Maryna Pryszczepa) |